# Kostel svatého Václava (Dukovany)
Kostel svatého Václava je farní kostel v římskokatolické farnosti Dukovany, nachází se na návrší v jižní části obce Dukovany. Kostel je barokní podélnou jednolodní stavbou s pravoúhlým kněžištěm a na západní straně kostela s hranolovou věží. Kostel je chráněn jako kulturní památka České republiky.
V kostele se nachází sakristie na severní straně, na jižní straně pak je depozitář s oratoří v patře. Na západní ose lodi se nachází odsazená hranolová věž se schodišťovými přístavky. Ve věži pak je kruchta a zvonice. Součástí interiéru kostela je hlavní oltář s oltářním obrazem, na kterém se kloní svatý Václav a svatý Zikmund svatému Benediktovi. V presbytáři pak je umístěn obraz Panny Marie Římské, kolem lodi pak je rozmístěno 14 obrazů křížové cesty. V kostele jsou umístěny sochy, sochy svatého Josefa a Ježíše Krista na severní části vítězného oblouku, napravo od středního pilíře lodi je umístěna socha Panny Marie, dvě další sochy jsou umístěny pod kruchtou a na severní straně lodi je umístěna socha černouška. Součástí kruchty jsou varhany, v kostele jsou umístěny dvě křtitelnice.

## Historie
Kostel byl postaven pravděpodobně v rané gotice, první písemná zmínka o tehdy ještě tokovanském kostelu pochází z roku 1263, kostel byl pak vysvěcen v roce 1279 snad pod patronátem Templářů, světitelem byl ermelanský biskup Jindřich Warmiensky z Ermelandů. Tehdy byl kostel filiálním kostelem a spadal pod farní kostel svatého Petra a Pavla v Horních Dubňanech, dalším filiálním kostelem v téže farnosti byl i kostel v zaniklé obci Bohuslavice[zdroj?]. Dle některých pramenů byl kostel vystavěn právě až pod patronátem Templářů někdy kolem roku 1279. 
V roce 1312 kostel přešel pod patronaci maltézského rytířského řádu z Brna. V roce 1488 kostel patřil pod patronaci českobratrské církve. V roce 1653 pak kostel byl nově přifařen (spolu s kostelem svatého Petra a Pavla v Horních Dubňanech) do farnosti v Horních Kounicích, v roce 1654 pak do farnosti v Moravském Krumlově, v roce 1657 pak do farnosti v Miroslavi a v roce 1671 pak opět do Moravskokrumlovské farnosti. V této době také kostel byl v zanedbaném stavu, takřka byl polorozbořen. V roce 1658 pak panství přešlo do majetku Jana Viléma Müllera z Mühlbachu, jeho dcera v roce 1681 majetek převzala a zasloužila se o barokní přestavbu kostela, kostel pak byl v roce 1690 znovu vysvěcen. V roce 1691 pak vznikla lokálie při kostele svatého Václava v Dukovanech. 
Počátkem 18. století obec i s kostelem vyhořela, ale kostel pak byl opraven, nicméně v roce 1713 došlo ke kompletnímu vyloupení kostela, mobiliář kostela byl nahrazen z příspěvků farníků. Do roku 1836 se kolem kostela nacházel ohrazený hřbitov s hrobem Antonie Rosálie Claudius, ta zemřela v roce 1834. Ohradní zeď byla odstraněna až v roce 1850.  Roku 1870 pak z tehdejší lokálky vznikla farnost.  K další rekonstrukci kostela došlo v roce 1901, tehdy byl kostel i rozšířen o sakristii, opravy nechala provést baronka Gisela Stadionová (později Gisela Coudenhove). 
Přibližně ve čtvrtině 20. století došlo k dostavbě oratoře, ta dle pramenů existovala zcela jistě už v roce 1926, kdy došlo k úpravám kostela a také k přesunutí oltářního obrazu z vedlejšího na hlavní oltář (úpravy byly provedeny dle návrhu Antonína Kreutze). V roce 1930 byla opravena farní budova, byla opravena střecha, kamna a fara byla nově vymalována. V roce 1947 pak byla odstraněna malá věž na zvon rekvírovaný za druhé světové války, podle původních plánů měla být při dostatku peněz obnovena, ale k tomu již nedošlo. K další rekonstrukci došlo v sedmdesátých letech 20. století, byly odkryty a opraveny fresky z 13. století.
Nejstarší zvon byl přelit evangelíky v roce 1567 na menší, v roce 1781 byl majitelem panství Janem Nepomukem z Hofferů zakoupen zvon, další zvon pak byl zakoupen v roce 1935. Nejstarší zvon pak byl zrekvírován za druhé světové války.